# Grégory Dupont
Grégory Dupont (Valenciennes (Francia), 5 de septiembre de 1972) es un preparador físico deportivo, especializado en futbol de élite. Fue campeón del mundo con la Selección de fútbol de Francia en la Copa Mundial de Fútbol de 2018, y se considera que su preparación fue clave para que la selección rindiese a un gran nivel físico y careciese de lesiones. 
En julio de 2021, tras ser cesado en el Real Madrid, se anunció su fichaje como consultor de rendimiento en el Racing Club de Estrasburgo Alsacia de la primera división francesa, la llamada Ligue 1.
Es conocido como el científico ya que acostumbra a planificar sus entrenamientos basándose en investigaciones científicas.
Fue jugador de fútbol en década de los 90 en la liga belga, sin destacar especialmente.

## Trayectoria
Racing Club de Estrasburgo Alsacia
El 22 de julio se anunció el fichaje de Dupont como consultor de rendimiento en el Racing Club de Estrasburgo Alsacia que milita en la primera división francesa.
Real Madrid 2019-2021
El 6 de julio de 2019 el Real Madrid Club de Fútbol anunció el fichaje de Dupont para sustituir a Antonio Pintus. Fue deseo expreso de Zinedine Zidane, que era el entrenador del Real Madrid en esa época.
Se le considera clave en la liga conquistada en la temporada 2019-2020, que estuvo marcada confinamiento por la pandemia de COVID-19 en España y que afectó a la preparación de los equipos de la Liga Española, forzando a los jugadores a prepararse en sus casas y estar en contacto con sus preparadores vía telemática.
Durante la temporada temporada 2020-2021 el Real Madrid sufrió un gran número de lesiones y fueron achacadas a la preparación por parte de Dupont.
Al acabar la temporada, el día 4 de junio de 2021, el Real Madrid hacía oficial la vuelta de Antonio Pintus como jefe de la preparación física y la destitución de Dupont.
Selección Francesa 2018-2019
Dupont fue el preparador físico de la Selección de fútbol de Francia, que conquistó la Copa Mundial de Fútbol de 2018 celebrada en Rusia. Es considerado clave en la conquista del título, ya que gracias a su preparación física, los jugadores no sufrieron ninguna lesión durante el torneo.
Cada jugador de la selección recibió un dosier de 14 páginas, personalizado con el tipo de régimen y preparación que debía realizar antes de llegar al mundial. Así mismo, hacia un estudio detallado de las condiciones en las que la selección francesa jugaría cada partido para determinar hasta la temperatura a la que debía estar el agua que beberían.

## Clubes y selecciones
Ha sido preparador físico en los siguientes equipos:
Datos actualizados a 23 de julio de 2021.
| Años          | Equipo                             | País    |
| ------------- | ---------------------------------- | ------- |
| 2021-presente | Racing Club de Estrasburgo Alsacia | Francia |
| 2019-2021     | Real Madrid                        | España  |
| 2018-2019     | Selección de fútbol de Francia     | Francia |
| 2009-2018     | LOSC Lille Metropole               | Francia |
| 2007-2009     | Celtic de Glasgow                  | Escocia |
| 2000-2007     | LOSC Lille Metropole               | Francia |